# Frederiksværk
Frederiksværk este un oraș în Danemarca.